# Wilaya de Mascara
La wilaya de Mascara (en arabe : ولاية معسكر ; en berbère : ⵜⴰⵡⵉⵍⴰⵢⵜ ⵏ ⵎⵄⵙⴽⵔ) est une wilaya algérienne située au Nord Ouest du pays.

## Géographie

### Localisation
La wilaya de Mascara est délimitée :
- au nord, par les wilayas d'Oran et de Mostaganem;
- à l'est, par les wilayas de Tiaret et de Relizane;
- au sud, par la wilaya de Saïda;
- à l'ouest, par la wilaya de Sidi Bel Abbès;

|                | Oran, Mostaganem  |                 |
| Sidi Bel Abbès | wilaya de Mascara | Relizane,Tiaret |
|                | Saïda             |                 |

### Relief

Zones géographiques de la wilaya.

La wilaya de Mascara fait partie intégrante de la région du Tell. Sur le plan physique, elle présente quatre grandes zones distinctes:
- les plaines de Sig et de Habra au nord, couvrent 25 % du territoire de la Wilaya.
- les monts des Beni-Chougrane en amont, couvrent 32 % du territoire de la Wilaya.
- la plaine de Ghriss au centre, couvre 27 % du territoire de la Wilaya.
- les monts de Saïda au sud, couvrent 16 % du territoire de la Wilaya.

### Climat
Le climat de la wilaya est de type méditerranéen avec une tendance à la semi-aridité. Les chutes de pluie sont plus fréquentes à la fin de l’automne et au début du printemps. Le territoire de la Wilaya est aussi soumis au phénomène de la gelée qui dure en moyenne 22 jours par an.
Au nord dans les  plaines, l’influence des vents marins régularise les pluies pendant une partie de l’année. On note également la présence de brouillard très épais à la fin du printemps. Au niveau des monts des Beni-Chougrane et des monts de Saida, l’influence de l’altitude et des vents d’ouest apporte à la région l'humidité. Dans le sud de la Wilaya, le climat est semi-aride dans les hautes plaines.

## Ressources hydriques
Les eaux de la Wilaya sont constituées par les eaux superficielles provenant des bassins versants de la Habra, de la Mekerra et de la Mina. Les eaux souterraines proviennent d'une nappe phréatique et deux nappes peu profondes jurassique et pliocène.
La wilaya comprend les barrages suivants:
- Barrage de Bouhanifia[5].
- Barrage de Ouizert[6].
- Barrage de Fergoug[7].
- Barrage de Chorfa[8].
- Barrage de Oued Taht[8].

Ces barrages font partie des 65 barrages opérationnels en Algérie alors que 30 autres sont en cours de réalisation en 2015.

## Démographie
Selon le recensement de 2008, la population de la wilaya de Mascara est de 784 073 habitants contre 407 663 en 1977. 5 communes dépassaient alors la barre des 25 000 habitants :
| 1977    | 1987    | 1998    | 2008    |
| ------- | ------- | ------- | ------- |
| 407 663 | 566 901 | 676 192 | 784 073 |

| Commune    | Population | Taux de croissance annuel 2008/1998 |
| ---------- | ---------- | ----------------------------------- |
| Mascara    | 108 587    | 2,2 %                               |
| Mohammadia | 84 700     | 1,8 %                               |
| Sig        | 70 499     | 1,5 %                               |
| Tighennif  | 62 210     | 1,1 %                               |
| Ghriss     | 28 823     | 2,7 %                               |

## Organisation de la wilaya

### Walis
Le poste de wali de la wilaya de Mascara a été occupé par plusieurs personnalités politiques nationales depuis l'indépendance en 1962.
| N° | Wali                     | Début             | Fin               |
| -- | ------------------------ | ----------------- | ----------------- |
| 1  | Ali Assoul               | 17 septembre 1974 | 31 août 1978      |
| 2  | Bachir Bourghoud         | 7 avril 1979      | 1981              |
| 3  | Mostefa Meghraoui        |                   | 16 janvier 1982   |
| 4  | Khélifa Bendjedid        | 16 janvier 1982   | 13 mai 1984       |
| 5  | Mohamed Mourah           | 13 mai 1984       | 26 juillet 1989   |
| 6  | Mohamed Tahar Mameri     | 26 juillet 1989   | 29 juillet 1990   |
| 7  | Belkacem Boutaïba        | 29 juillet 1990   | 21 août 1991      |
| 8  | Mohamed Henni            | 21 août 1991      | 2 novembre 1993   |
| 9  | Mouloud Si Moussa        | 2 novembre 1993   | 30 juin 1994      |
| 10 | Rabah Ould Ameur         | 30 juin 1994      | 11 juillet 1995   |
| 11 | Hocine Ouadah            | 11 juillet 1995   | 12 juillet 1997   |
| 12 | Mostéfa Kouadri Mostéfaï | 12 juillet 1997   | 4 janvier 1999    |
| 13 | Mostéfa Hassani          | 22 août 1999      | 13 août 2000      |
| 14 | Abderrahmane Kadid       | 13 août 2000      | 17 août 2004      |
| 15 | Larbi Merzoug            | 17 août 2004      | 30 septembre 2010 |
| 16 | Zitouni Ouled Salah      | 30 septembre 2010 | 22 juillet 2015   |
| 17 | Salah El Affani          | 22 juillet 2015   | 13 juillet 2017   |
| 18 | Mohamed Lebka            | 13 juillet 2017   | 27 septembre 2018 |
| 19 | Hamid Baiche             | 27 septembre 2018 | 17 septembre 2019 |
| 20 | Hadjri Darfouf           | 17 septembre 2019 | 25 janvier 2020   |
| 21 | Abdelkhalek Seyouda      | 25 janvier 2020   | 14 septembre 2022 |
| 22 | Ammar Rouabhi            | 14 septembre 2022 | 6 septembre 23    |
| 23 | Farid Mohamedi           | 6 septembre 2023  | 5 novembre 2024   |
| 24 | Fouad Aissi              | 5 novembre 2024   | en cours          |

### Daïras de la wilaya de Mascara
La wilaya de Mascara compte 16 daïras.

### Communes de la wilaya de Mascara
La wilaya de Mascara compte 47 communes.

## Santé
- Hôpital Meslem Tayeb de Mascara.
- Hôpital Issaad Khaled de Mascara.
- Hôpital de Mohammadia.
- Hôpital de Sig.
- Hôpital de Ghriss.
- Hôpital de Tighennif.
- Hôpital de Bou Hanifia.

## Économie
Prés de 56 % de la superficie totale de la wilaya est consacrée à l’agriculture.

## Patrimoine

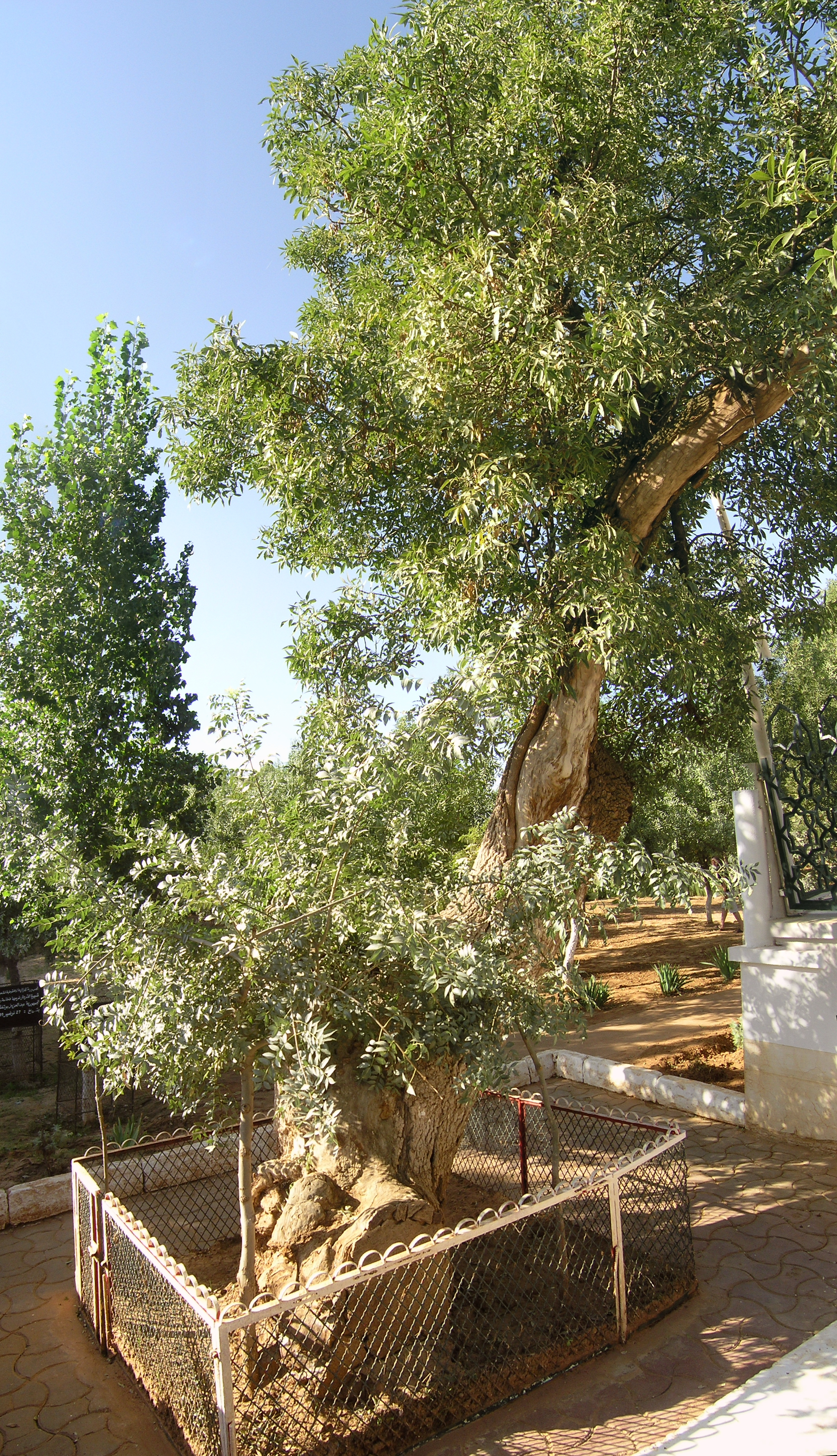
Site de Dardara

La wilaya Mascara dispose d'un patrimoine naturel et culturel important. Plusieurs cités romaines ont été construites sur le territoire de la wilaya : Aqua Sirence (Bouhanifia ), Alami Liaria, Castra Nova (Mohammadia), Tasacora (Sig) et Sira (Hacine). La wilaya abrite également le site archéologique de la sablière de Tighennif.
D'autres sites historiques sont liés à la vie de l'Emir Abdelkader : l'arbre « Dardera de Ghriss » et la mosquée de Aïn El Beïda, dans lesquels ont eu lieu en 1832 et 1833, la réunion des notables, chefs de tribu et oulémas pour faire allégeance à l'Emir Abdelkader. La Zaouia de Sidi Mahiedine située à El Guetna à quelques kilomètres de Mascara, était dirigée par Cheikh Sidi Mahieidine, l'Emir Abdelkader y est né et a appris le Coran et les sciences.
La ville de Bou Hanifia est connue pour ses eaux thermales utilisées pour le traitement de plusieurs maladies.